# Kot Schrödingera

Równocześnie żywy i martwy kot Schrödingera

Kot Schrödingera – eksperyment myślowy, czasem nazywany paradoksem, opublikowany w 1935 roku przez austriackiego fizyka, Erwina Schrödingera, laureata Nagrody Nobla z dziedziny fizyki w roku 1933, w trzech częściach artykułu przeglądowego Obecna sytuacja w mechanice kwantowej. Ilustruje problem zastosowania interpretacji kopenhaskiej mechaniki kwantowej w odniesieniu do obiektów makroskopowych. Eksperyment ten jest jednym z wielu pomysłów tworzenia „przekładni” ze świata obiektów nano (w skali atomowej) do świata makroskopowego (zbioru wielu elementów, opisywanego w kategoriach prawdopodobieństwa zdarzeń losowych).

## Opis eksperymentu
Schrödinger wymyślił urządzenie oddziałujące na hipotetycznego kota zamkniętego w pojemniku z trucizną (np. z trującym gazem). Do pojemnika wkłada się żywego kota, źródło promieniotwórcze w postaci jednego nietrwałego atomu (który w wyniku rozpadu emituje cząstkę promieniowania jonizującego) oraz detektor promieniowania (np. licznik Geigera-Müllera), który w chwili wykrycia cząstki uwalnia trujący gaz. Po upływie czasu rozpadu połowicznego charakterystycznego dla danego atomu istnieje pięćdziesięcioprocentowe prawdopodobieństwo, że kot jest martwy, i takie samo prawdopodobieństwo, że jest nadal żywy. Tak sugerowałby tzw. zdrowy rozsądek. Jeśli nastąpi rozpad radioaktywny i licznik go zarejestruje, zostanie uruchomiony mechanizm, który uwolni truciznę – wtedy kot zginie. Jeśli rozpad nie będzie miał miejsca, zwierzę nadal będzie żywe.
Z opisu kwantowo-mechanicznego wynika jednak coś innego – przed otwarciem pojemnika kot jest jednocześnie i martwy, i żywy. Jako obiekt kwantowy znajduje się on równocześnie w każdym z możliwych stanów (tzw. superpozycji). Dopiero otwarcie pojemnika i sprawdzenie jego zawartości redukuje układ do jednego stanu – następuje załamanie funkcji falowej kota i dopiero w momencie poczynienia obserwacji kot przyjmuje jeden konkretny stan. W tym przypadku są tylko dwa możliwe stany – kot jest martwy albo żywy.
Zgodnie z regułami tzw. interpretacji kopenhaskiej, do momentu przeprowadzenia pomiaru, tzn. stwierdzenia, co dzieje się z kotem, jego stan jest fundamentalnie nieokreślony – kot jest jednocześnie żywy i martwy. Fizycy mówią o superponowanym stanie żywego i martwego kota. Dopiero pomiar rozstrzygnie jego losy. Występowanie superpozycji stanów jest zjawiskiem powszechnym w świecie obiektów mikroskopowych.
Obecnie stosuje się teorię opisującą dekoherencję środowiskową niezdeterminowanej superpozycji do stanów mieszanych, determinujących zachowania zgodnie z mechaniką klasyczną. Jest ona poparta eksperymentalnie i pozwala ominąć paradoks kota Schrödingera.
Eksperyment kłóci się ze zdrowym rozsądkiem, co wynika z faktu, że jest niemożliwy do przeprowadzenia w świecie makroskopowym. Przedmioty dostępne nam do obserwacji w naszej skali składają się z obiektów podlegających prawom mechaniki kwantowej. Jednak ze względu na bardzo dużą liczbę tych obiektów ich poszczególne stany uśredniają się, nie pozwalając obserwować efektów kwantowych.

## Kot Schrödingera w kulturze masowej
Koncepcja kota Schrödingera będąca zderzeniem klasycznych intuicji z regułami fizyki kwantowej niesie ze sobą intrygujące (choć pozorne) paradoksy. Dlatego koncepcja ta okazała się atrakcyjnym motywem często wykorzystywanym w literaturze, filmach i grach komputerowych. 12 sierpnia 2013 r. kot Schrödingera pojawił się w Google doodle z okazji 126. rocznicy urodzin naukowca.

## Kot Schrödingera w filozofii
To, że kot może być równocześnie martwy i żywy (a nie jest to superpozycja czasu, kiedy był żywy i czasu, kiedy był martwy), jest założeniem filozoficznym diagonalności, wprowadzonym do fizyki kwantowej w zasadzie komplementarności. Założenie, że zasada komplementarności opisuje poprawnie każde doświadczenie, jest błędnym uogólnianiem .

## Literatura
- John Gribbin, Skąd się wziął kot Schrödingera: geniusz z Wiednia i kwantowa rewolucja, Sebastian Szymański (tłum.), Warszawa: Prószyński Media, 2014, ISBN 978-83-7839-703-8, OCLC 899831071. Brak numerów stron w książce
- John Gribbin, W poszukiwaniu kota Schrödingera: realizm w fizyce kwantowej, Zysk i S-ka Wydawnictwo, Poznań 1997, ISBN 83-7150-312-1.
- M. Kalinski, Aharonov-Bohm oscillations in a hydrogen atom in a radiation field through electron self-interference, Phys. Rev. A 57, 2239-2242 (1996).